# Re di Kush
Con il termine Re della Nubia  (o Re di Kush) s'intendono i sovrani che ressero il regno di Kush con capitale Napata prima e Meroe dopo (il trasferimento della capitale fu opera del sovrano Aspelta). La dinastia discendeva dalla XXV dinastia egizia, di origini nubiane.

## Origini
Tra il 2500 a.C. e il 1500 a.C., prosperò in Nubia il regno di Kerma sui cui sovrani non si conosce praticamente nulla a causa della mancanza di documentazione epigrafica.

## Re di Napata e Sovrani d'Egitto

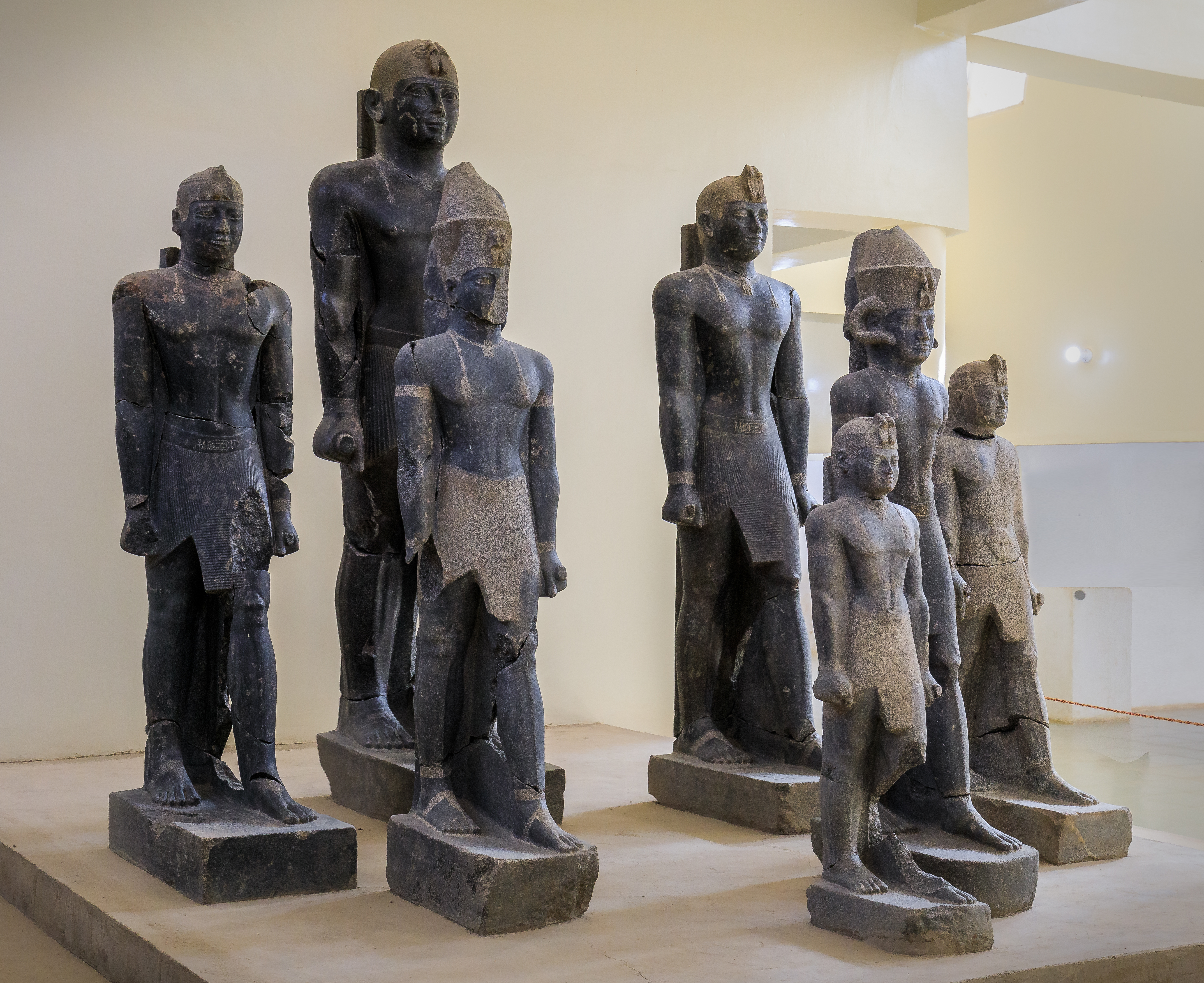
Statue di vari sovrani kushiti: Tanutamani, Taharqa (retro), Senkamanisken, ancora Tanutamani (retro), Aspelta, Anlamani, ancora Senkamanisken - Museo di Kerma.

| Sovrano    | Regno               | Grado di parentela con il predecessore | Note                                                               |
| Alara      | 775 a.C. - 765 a.C. |                                        | Primo sovrano di Nubia noto alla storia e fondatore della dinastia |
| Kashta     | 760 a.C. - 747 a.C. | Prob. fratello di Alara                | Re di Nubia e Faraone                                              |
| Pianki     | 747 a.C. - 716 a.C. | Figlio di Kashta                       | Re di Nubia e Faraone                                              |
| Shabaka    | 716 a.C. - 702 a.C. | Figlio di Kashta                       | Re di Nubia e Faraone                                              |
| Shebitqo   | 702 a.C. - 690 a.C. | Figlio di Pianki                       | Re di Nubia e Faraone                                              |
| Taharqa    | 690 a.C. - 664 a.C. | Figlio di Pianki                       | Re di Nubia e Faraone                                              |
| Tanutamani | 664 a.C. - 653 a.C. | Figlio di Shebitqo                     | Ultimo sovrano di Nubia a regnare sull'Egitto                      |

## Re di Napata

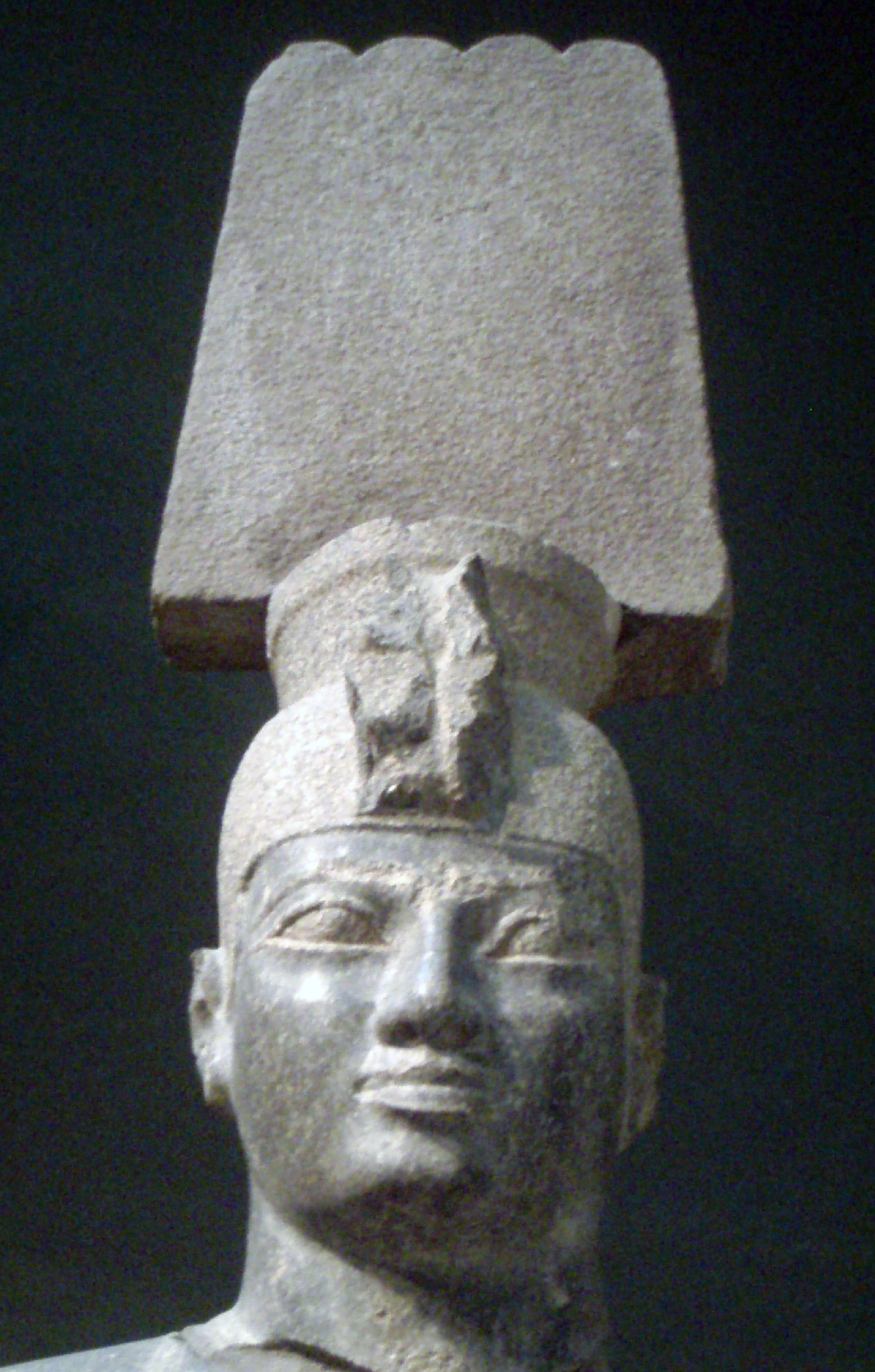
Statua di Aspelta in granito gneiss, in origine collocata nel Tempio di Amon (Jebel Barkal), ora al Museum of Fine Arts (Boston).

| Sovrano       | Regno               | Grado di parentela con il predecessore  | Note                                                                                  |
| Altanersa     | 653 a.C. - 643 a.C. | figlio di Taharqa o forse di Tanutamani |                                                                                       |
| Senkamanisken | 643 a.C. - 623 a.C. | figlio di Altanersa                     |                                                                                       |
| Anlamani      | 623 a.C. - 593 a.C. | figlio di Senkamanisken                 |                                                                                       |
| Aspelta       | 593 a.C. - 568 a.C. | fratello di Antalani                    | Spostò la capitale a Meroe quando Napata fu saccheggiata dagli egizi di Psammetico II |

## Re di Meroe
| Sovrano                     | Regno               | Grado di parentela con il predecessore                 | Note                                                                       |
| Aramatle-qo                 | 568 a.C. - 555 a.C. | figlio di Aspelta                                      |                                                                            |
| Malonaqen                   | 555 a.C. - 542 a.C. | figlio di Aramatle-qo                                  |                                                                            |
| Analmaye                    | 542 a.C. - 538 a.C. | successore di Malonaqen (parentela sconosciuta)        |                                                                            |
| Amaninatakilebte            | 538 a.C. - 519 a.C. | successore di Analmaye (parentela sconosciuta)         |                                                                            |
| Karkamani                   | 519 a.C. - 510 a.C. | successore di Amaninatakilebte (parentela sconosciuta) |                                                                            |
| Amaniastabarqa              | 510 a.C. - 487 a.C. | successore di Karkamani (parentela sconosciuta)        |                                                                            |
| Siaspiqa                    | 487 a.C. - 468 a.C. | successore di Amaniastabarqa (parentela sconosciuta)   |                                                                            |
| Nasakhma                    | 468 a.C. - ...      | successore di Siaspiqa (parentela sconosciuta)         |                                                                            |
| Malewiebamani               | ... - ca. 435 a.C.  | successore di Nasakhma (parentela sconosciuta)         |                                                                            |
| Talakhamani                 | ... - ca. 435 a.C.  | figlio o fratello di Malewiebamani                     |                                                                            |
| Amanineteyerike             | 435 a.C. - ...      | figlio di Malewiebamani                                |                                                                            |
| Baskakeren                  | ... - ...           | figlio di Malewiebamani                                |                                                                            |
| Harsiotef                   | 404 a.C. - 369 a.C. | figlio di Amanineteyerike                              |                                                                            |
| Piankhalara                 |                     |                                                        |                                                                            |
| Achariten                   |                     |                                                        |                                                                            |
| Amanibakhi                  |                     |                                                        |                                                                            |
| Nastasen                    | 330 a.C. - 315 a.C. | figlio di Harsiotef                                    |                                                                            |
| Aktisanes                   |                     |                                                        |                                                                            |
| Aryamani                    |                     |                                                        |                                                                            |
| Kasch...amani               |                     |                                                        |                                                                            |
| Iry-Piye-qo                 |                     |                                                        |                                                                            |
| Sabrakamani                 |                     |                                                        |                                                                            |
| Ergamenes I                 |                     |                                                        | Regnò al tempo di Tolomeo II. Spostò le sepolture reali da Napata a Meroe. |
| Amanislo                    |                     |                                                        |                                                                            |
| Amantekha                   |                     |                                                        |                                                                            |
| Schesepankhenamen Setepenre |                     |                                                        |                                                                            |
| Arnekhamani                 |                     |                                                        |                                                                            |
| Ergamenes II                |                     |                                                        | Regnò al tempo di Tolomeo IV                                               |
| Adikhalamani                |                     |                                                        |                                                                            |
| Shanakdakhete               |                     |                                                        | La prima regina regnante africana nota alla storia                         |
| Tanyidamani                 |                     |                                                        |                                                                            |
|                             |                     |                                                        |                                                                            |
|                             |                     |                                                        |                                                                            |
|                             |                     |                                                        |                                                                            |
|                             |                     |                                                        |                                                                            |

### Esplicative
1. ↑  Il dominio sull'Egitto di Pianki e del figlio Shabaka venne conteso da Boccori della XXIV Dinastia.

### Bibliografiche
1. 1 2  Edwards, pp. 121-122.
2. ↑  (EN) Elshazly H, Kerma and the royal cache.
3. 1 2 3 4 5 6 7 8 9 10 11 12 13  Dunham D [e] Laming Macadam LF, Names and Relationships of the Royal Family of Napata, in The Journal of Egyptian Archaeology, v. 35 (dic-1949), pp. 139-149.
4. ↑  Dodson A [e] Hilton D (2004), The Complete Royal Families of Ancient Egypt, Thames & Hudson, ISBN 0-500-05128-3.
5. ↑  Fontes historiae Nubiorum, pp. 299-300.
6. ↑  Fontes historiae Nubiorum, pp. 300-301.
7. ↑  Fontes historiae Nubiorum, pp. 464-465.
8. ↑  Fontes historiae Nubiorum, pp. 465-467.
9. ↑  Fontes historiae Nubiorum, pp. 467-501.
10. ↑  Fontes historiae Nubiorum, pp. 511-520.
11. ↑  Fontes historiae Nubiorum, pp. 521-532.
12. ↑  Fontes historiae Nubiorum, p. 533.
13. ↑  Fontes historiae Nubiorum, pp. 533-536.
14. ↑  Fontes historiae Nubiorum, pp. 566-567.
15. ↑  Fontes historiae Nubiorum, pp. 568-569.
16. ↑  Fontes historiae Nubiorum, pp. 570-571.
17. ↑  Fontes historiae Nubiorum, pp. 580-586.
18. ↑  Fontes historiae Nubiorum, pp. 586-590.
19. ↑  Fontes historiae Nubiorum, pp. 590-596.
20. ↑  Fontes historiae Nubiorum, pp. 660-662.
21. ↑  Harkless ND (2006), Nubian Pharaohs And Meroitic Kings: The Kingdom Of Kush, AuthorHouse, ISBN 978-1-4520-3063-0, p. 146.
22. ↑  Fontes historiae Nubiorum, pp. 662-672.